# Kvaziválka
Kvaziválka (anglicky Quasi-War, francouzsky Quasi-guerre) byla nevyhlášená válka mezi Spojenými státy americkými a Francouzskou republikou v letech 1798 až 1800, vybojovaná téměř výhradně na moři. Po zhroucení Francouzského království během francouzských revolučních válek odmítly Spojené státy pokračovat ve splácení dluhu vůči Francii s odůvodněním, že věřitelský režim přestal existovat. Rozhořčení Francouzi provedli řadu útoků na americkou námořní dopravu, což nakonec vedlo k odvetě Američanů. Krátce poté, v roce 1800, však byla podepsána mírová smlouva v Mortefontaine, která kvaziválku ukončila.

## Příčiny vzniku konfliktu
Francouzské království bylo spojencem Spojených států během Americké revoluce od jara 1776. V roce 1778 tyto dva státy podepsaly „Smlouvu o spojenectví“. Nicméně v roce 1794, po Francouzské revoluci a pádu monarchie, Spojené státy podepsaly smlouvu Jay Treaty s Královstvím Velké Británie, která vyřešila několik sporných bodů mezi oběma stranami. Smlouva obsahovala i ekonomické klauzule.
Fakt, že Spojené státy vyhlásily neutralitu ve sporu mezi Velkou Británií a Francií a že americká legislativa se tímto obchodem stala partnerem jejich britského nepřítele, Francouze pobouřil. Francouzská vláda byla také rozhořčená odmítnutím Spojených států pokračovat ve splácení svých dluhů vzniklých francouzskou podporou Americké revoluce. Spojené státy to odůvodnily tím, že dluhy byly vůči bývalé monarchii a nikoli vůči nové republice.
Francouzské námořnictvo začalo konfiskovat americké lodě obchodující s Británií a odmítlo jednat s americkým vyslancem Charlesem Cotesworthem Pinckneyem, když přišel do Paříže v prosinci 1796. V jeho výroční zprávě Kongresu na konci roku 1797 prezidentovi Johnu Adamsovi oznámil francouzské odmítnutí vyjednávat a mluvil o potřebě „dát naši zemi do pozice defenzívy“. V dubnu 1798 prezident Adams informoval Kongres o „aféře XYZ“, v níž francouzští agenti ministra zahraničí Charlese-Maurice de Talleyrand-Périgord požadovali úplatek za obnovení diplomatických vztahů se Spojenými státy.
Francouzské námořnictvo způsobilo značné ztráty americkému loďstvu. Dne 21. června 1797 státní sekretář Timothy Pickering hlásil Kongresu, že Francouzi v předchozích jedenácti měsících zabavili 316 lodí amerických obchodníků. Válečný stav způsobil zvýšení škod na pojištění amerických lodí o více než 500 procent, od té doby, co francouzští korzáři začali křižovat vody podél atlantického pobřeží. Spojené státy neměly válečné lodě, poslední byla prodána v roce 1785. Disponovaly pouze flotilou malých kutrů a několika zanedbanými pobřežními pevnostmi.
Stupňující se plenění pirátů (korzárů) již od Francouzské revoluce zamezilo obnově amerického námořnictva, které by bylo mohlo chránit americké obchodní loďstvo. Kongres pověřil prezidenta zakoupit a vyzbrojit více než 12 plavidel, z nichž každé mělo mít nejméně 22 děl. Několik plavidel bylo bezprostředně nakoupeno a přeměněno na válečné lodě.
7. červenec 1798, kdy Kongres anuloval smlouvy s Francií, je považován za začátek „Kvaziválky“. Následovalo rozhodnutí Kongresu o útoku proti francouzským lodím. Zároveň byla vyhlášena blokáda francouzských obchodních lodí a americké loďstvo útočilo nejen na bojové lodě korzárů ale i na obchodní loďstvo Francie.

## Výsledek konfliktu

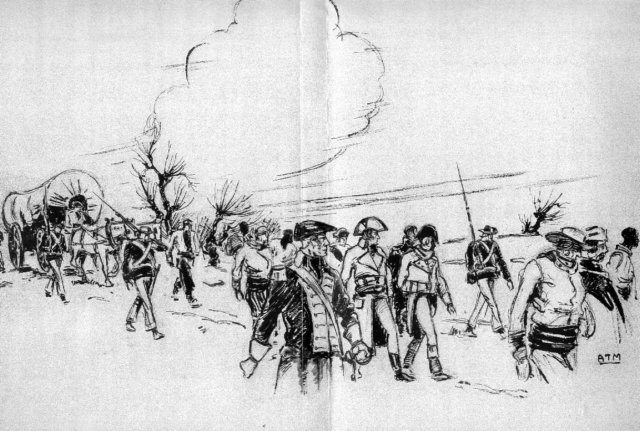
Námořníci Spojených států eskortují francouzské zajatce

Na podzim roku 1800 námořnictvo Spojených států a Královské námořnictvo Spojeného království zredukovalo aktivity francouzských korzárů a válečných lodí Francie. Toto se událo částečně s pomocí diplomatických vyjednávání s vládou konzula Napoleona Bonaparta. Bonaparte utlumil francouzské námořní akce. Dohoda z roku 1800, nebo též Mírová smlouva z Mortefontaine, podepsaná 30. září, ukončila americko-francouzskou válku. Ke škodě prezidenta Johna Adamse, zprávy o ukončení této války nepřišly včas, aby mu tento úspěch pomohl při prezidentských volbách v roce 1800.